# Eucryphia
Eucryphia és un petit gènere d'arbres i grans arbusts de la Flora Antàrtica, són plantes natives de les regions temperades d'Amèrca del Sud i litoral est d'Austràlia. Tradicionalment s'han ubicat dins al família Eucryphiaceae, però les classificacions recents ho fan dins les Cunoniaceae. N'hi ha set espècies. El nom del gènere deriva del grec i significa "ben amagat".

## Espècies
- Eucryphia cordifolia  Cav. – .
- Eucryphia glutinosa (Poepp. i Endl.) Baill. – .
- Eucryphia jinksii P.I.Forst. –.[1]
- Eucryphia lucida (Labill.) Baill. – .
- Eucryphia milliganii Hook.f. (syn. E. lucida var. milliganii). – .
- Eucryphia moorei F.Muell. – .
- Eucryphia wilkiei B.Hyland –

### Espècies extintes
- E. falcata (Paleocètardà, Llac Bungarby)[2]
- E. microstoma (Eocè primer, Regatta Point)[2]
- E. aberensis (Eocè, Loch Aber).[2]